# 85 Pułk Piechoty (Imperium Rosyjskie)
85 Wyborski Pułk Piechoty Jego Królewskiej Mości Niemieckiego Cesarza Wilhelma II króla pruskiego (ros. 85-й пехотный полк lub pełna nazwa ros. 85-й пехотный Выборгский Его Императорского Величества Императора Германского Короля Прусского Вильгельма II полк) – pułk piechoty Imperium Rosyjskiego.

## Charakterystyka
Pułk został utworzony  sformowany 25 lipca 1700 przez księcia Iwana Wielkiego Trubeckiego (ros. Иван Юрьевич Трубецкой) w Nowogrodzie. Stacjonował między innymi w Nowogrodzie Wielkim.
Pierwszym dowódcą pułku w roku 1700 był pułkownik Iwan Kulom, a ostatnim od 25 października 1915 roku Karol von Freyman.
W latach 1904–1905 dowódcą pułku był Polak Adam Sławoczyński.
W przededniu I wojny światowej pułk etatowo posiadał cztery bataliony po cztery kompanie oraz kompanię tyłową. Kompania piechoty czasu wojny liczyła około 240 żołnierzy i 4–5 oficerów. Na szczeblu pułku występował także pododdział karabinów maszynowych (8 km), łączności (w tym 14 konnych gońców i 21 telefonistów) i zwiadowczy (64 zwiadowców, w tym 4 kolarzy). W sumie pułk liczył około 4000 żołnierzy.

W  lipcu 1914, na bazie zalążków wydzielonych z pułku, w ramach 2 fali mobilizacyjnej, sformowany został rezerwowy 265 pułk piechoty.

85 pułk piechoty rozformowany został w 1918.

## Ważniejsze działania wojenne
- 1700 – 1721 – udział w III wojnie północnej, 1700 – Bitwa pod Narwą, 1708 – Bitwa pod Połtawą
- 1736 – 1738 – udział w wojnie rosyjsko tureckiej 1735 – 1739.
- 1756 – 1761 – udział w wojnie siedmioletniej, 1759 – Bitwa pod Kunowicami
- 1768 – 1775 – udział w wojnie rosyjsko tureckiej, 1770 Bitwa nad Largą, Bitwa nad Kagułem
- 1805 – 1807 – udział w wojnach napoleońskich, 1805 – Bitwa pod Austerlitz
- 1813 – 1814 – udział w wojnach napoleońskich, Bitwa pod Lipskiem, zdobycie Paryża
- 1853 – 1856 – udział w wojnie krymskiej
- 1904 – 1905 – udział w wojnie rosyjsko-japońskiej – Bitwa pod Mukdenem (1905).